# きだみのる
きだ みのる（本名・山田吉彦、1895年（明治28年）1月11日 - 1975年（昭和50年）7月25日）は、日本の小説家、翻訳者。
鹿児島県奄美大島出身。慶應義塾大学部理財科（大正6年）中退後、昭和8年からパリ大学文学部卒で古代社会学を学び、昭和14年卒業。林達夫との共訳であるファーブル『昆虫記』全20巻他、デュルケム『社会学と哲学』、ジュリアン・バンダ『知識人の反逆』など多くの翻訳で知られる。作家としての代表作『気違い部落』シリーズは映画化もされた。

## 来歴・人物
青年期のきだは転居、家出を繰り返し、旅を多くした。アテネ・フランセ創設者のジョセフ・コットに親しく薫陶を受け、後には仏語教師として自らもアテネ・フランセの教壇に立った。開成中学卒業後、慶應義塾大学部中退を経てパリ留学。ソルボンヌ（パリ大学）で文化人類学者マルセル・モースに師事し社会学・人類学を学ぶ。
帰国後は戦中戦後の長期にわたり、東京都南多摩郡恩方村（現：東京都八王子市）の廃寺に20年ほど籠もるようにして暮らした。『世界』1946年9月-10月に「気違い部落周游紀行」を発表。1948年（昭和23年）4月刊の『気違い部落周游紀行』で第2回毎日出版文化賞を受賞。1950年代に入ってからは日本のみならず世界各地を渡り歩き、多くの文章を著した。
恩方村の地元では「気違い」扱いへの反発が激しく、きだに鎌を振りかざして寺からの立ち退きを迫った。きだは1955年（昭和30年）に八王子市議会議員選挙に立候補したが、得票数23票で最下位落選した。
きだには子が何人かあったが、そのうちの女児一人（広瀬千尋）を養子縁組し、引き取って養育したのが三好京三夫妻である。三好はこの実体験を『子育てごっこ』に著した。
きだの晩年の行状については当時平凡社で担当編集者を務めていた嵐山光三郎の著書『漂流怪人・きだみのる』（小学館）に詳しい。
きだが死去した際は、「気違い」が差別用語（放送禁止用語）とされるため、NHKの訃報では代表作の名を伝えることができず、「東京都下に住みその体験を元にした作品は有名です」とだけ報じられた。

## 著書
- 『モロッコ紀行』山田吉彦、日光書院 1943
- 『気違い部落周游紀行』吾妻書房 1948、新潮文庫 1951／冨山房百科文庫 1981
渋谷実監督・菊島隆三脚本映画『気違い部落』
- 『ファーブル記』山田吉彦、岩波新書 1949、復刊1989
- 『気違い部落紳士録』時事通信社 1950／講談社〈ミリオン・ブックス〉1958
- 『モロッコ』山田吉彦、岩波新書 1951、復刊1991・2008
- 『パリ・東京・モロッコ』要書房 1952
- 『霧の部落』筑摩書房 1953
- 『道徳を否む者』新潮社〈一時間文庫〉1955。電子出版あり
- 『南氷洋』新潮社 1956
- 『日本文化の根底に潜むもの』大日本雄弁会講談社 1956
- 『気違い部落の青春』大日本雄弁会講談社 1957／講談社〈ミリオン・ブックス〉1961
- 『精神の玩具』大日本雄弁会講談社 1957
- 『人生レポート』雲井書店 1957
- 『部落の幸福論』講談社〈ミリオンブックス〉1958
- 『鼻かけ男の話』光書房 1959
- 『東京気違い部落』新潮社 1960
- 『ドブネズミ漂流記』中央公論社 1960
- 『単純生活者の手記』朝日新聞社 1963
- 『初めに部落ありき』家の光協会〈レインボウ ブックス〉1965
- 『気違い部落から日本を見れば』徳間書店 1967
- 『渚と潮』徳間書店 1967
- 『にっぽん部落』岩波新書 1967
- 『きだみのる自選集』（全4巻）、読売新聞社 1971
  - 1 気違い部落の青春・鼻かけ男の話 ほか
  - 2 道徳を否む者・精神の玩具
  - 3 モロッコ・南氷洋・海と欲望
  - 4 気違い部落から日本を見れば ほか
- 『人生逃亡者の記録』中公新書 1972
- 『ニッポン気違い列島』平凡社 1973
- 『東南アジア周遊紀行』潮出版社 1974
- 『新放浪講座』日本交通公社 1975

## 編著
- 標準フランス語講座 山田吉彦 鉄塔書院 1932

## 翻訳
※特記以外は山田吉彦訳
- エンリコ・フエルリ『犯罪社会学』而立社 1923
- リボオ『変態心理学』聚英閣 1925
- レヴィ・ブリュル『未開社会の思惟』、小山書店、1935／岩波文庫（上下）1953、復刊2003ほか
- ジュリアン・バンダ『知識人の反逆』木田稔訳、小山書店 1941
- デユルケーム『社会学と哲学』岡書院 1925／創元社 1943
- ラマルク『動物哲学』小泉丹共訳、岩波書店 1927／岩波文庫 1954
- ファーブル『昆虫記』林達夫共訳、岩波文庫（全20巻）1930-1934／新版全10巻 1993
  - 『ファーブルの昆虫記』上下、岩波少年文庫、改版1988
- マルセル・モース『太平洋民族の原始経済 古制社会に於ける交換の形式と理由』日光書院 1943
- ロジェ・バイヤン『掟』きだみのる訳 講談社 1958

## 関連著作（伝記）
- 新藤謙『きだみのる 放浪のエピキュリアン』シリーズ民間日本学者18、リブロポート 1988
- 北実三郎『永遠の自由人 生きている「きだみのる」』未知谷 2006
- 太田越知明『きだみのる 自由になるためのメソッド』未知谷 2007
- 太田越知明『歓待の航海者 きだみのるの仕事』未知谷 2012
- 嵐山光三郎『漂流怪人・きだみのる』小学館 2016／小学館文庫 2018